# (1050) Meta
(1050) Meta és un asteroide que forma part del cinturó d'asteroides i va ser descobert el 14 de setembre de 1925 per Karl Wilhelm Reinmuth des de l'observatori de Heidelberg-Königstuhl, Alemanya.
Meta es va designar inicialment com 1925 RC. Es desconeix la raó del nom.
Meta orbita a una distància mitjana de 2,626 ua del Sol, podent acostar-s'hi fins a 2,164 ua i allunyar-se'n fins a 3,088 ua. La seva excentricitat és 0,1758 i la inclinació orbital 12,52°. Empra 1554 dies a completar una òrbita al voltant del Sol.